# Graf-Wilhelm-Straße 2 (Bregenz)

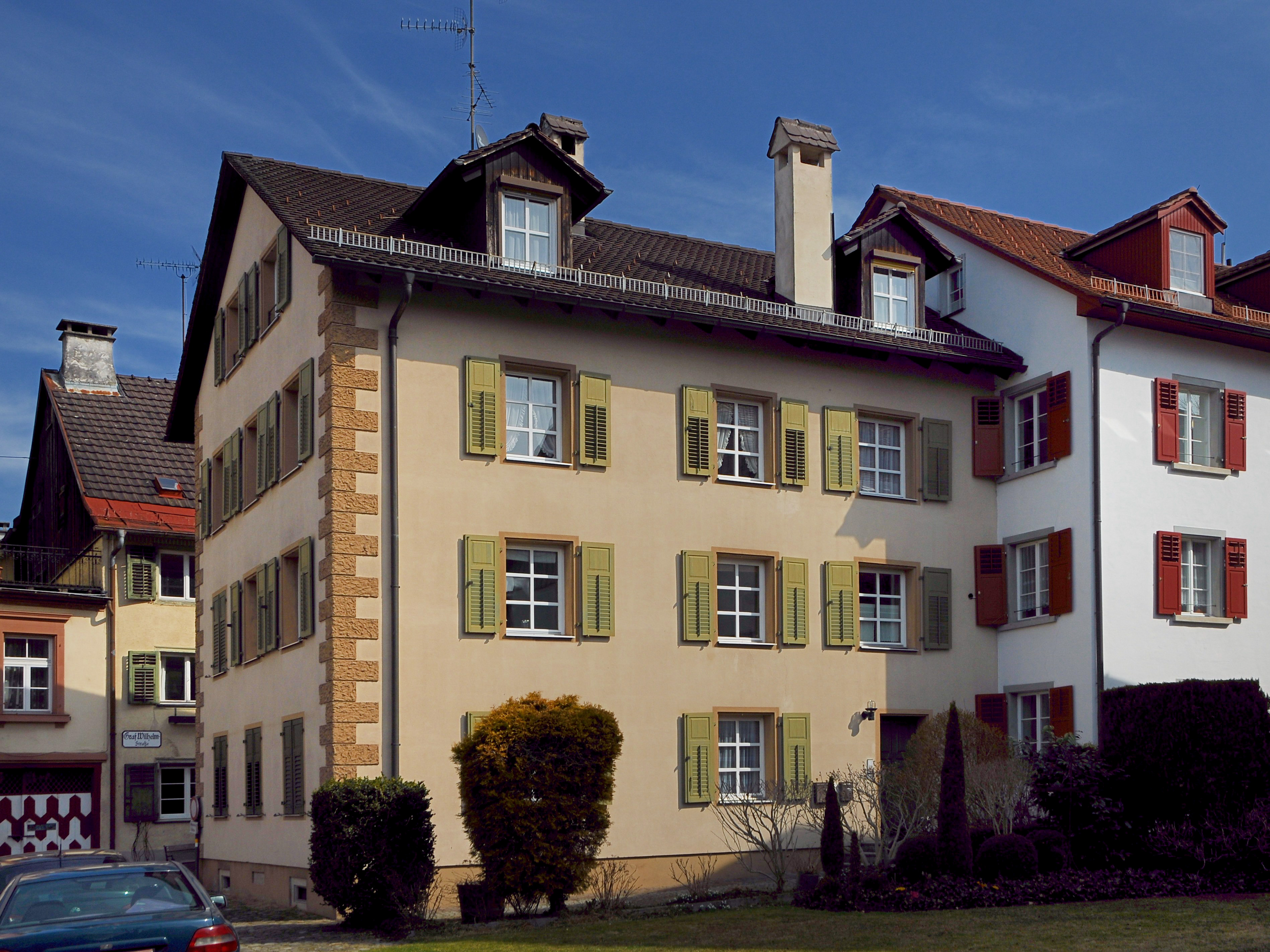
Graf-Wilhelm-Straße 2

Das Haus Graf-Wilhelm-Straße 2 ist ein Wohnhaus in der Oberstadt der Vorarlberger Landeshauptstadt Bregenz im Westen Österreichs.
Das Bauwerk steht unter Denkmalschutz (Listeneintrag).

## Geschichte
Das Gebäude wurde 1875 anstelle eines Vorgängerbaues von 1764 erbaut.

## Architektur
Das Wohnhaus ist ein dreigeschoßiges Dreifrontenhaus. Bemerkenswert sind die Ortseinbänderungen an den Hausecken.